# 72a Divisió (Exèrcit Popular de la República)
La 72a Divisió va ser una de les divisions de l'Exèrcit Popular de la República que es van organitzar durant la Guerra Civil espanyola sobre la base de les Brigades Mixtes. Va estar present en els fronts de Aragó i Segre.

## Historial
La divisió va ser creada el 23 de setembre de 1937, i fou integrada en el XVIII Cos d'Exèrcit. Inicialment va agrupar les brigades mixtes 94a i 224a, de recent creació. El desembre de 1937 la unitat va ser enviada al sector de Terol, però es trobava tan endarrerida en la seva organització que no va arribar a intervenir en la batalla de Terol. Durant la batalla d'Aragó va tenir un pobre acompliment, quedant greument infringida. A més el seu comandant, José María Enciso, va ser fet presoner per les forces franquistes. La 72a Divisió seria dissolta l'11 de març de 1938, i les seves restes van ser assignades a l'Agrupació Autònoma de l'Ebre.
Seria recreada novament el 19 d'abril d'aquest any, dins del XVIII Cos d'Exèrcit. A la fi de maig va participar en l'ofensiva de Balaguer, en suport d'altres unitats, si bé aquesta ofensiva acabaria fracassant. Durant els següents mesos va romandre situada en reserva, sense prendre part en accions militars. Al començament de la campanya de Catalunya la unitat va ser atropellada per l'avanç de la 84a Divisió franquista, en la zona de Camarasa. La resistència que va oposar la divisió va ser mínima, la qual cosa va motivar la destitució del seu comandant —major Pascual Saura. Després d'això, emprendria la retirada al costat de la resta del XVIII Cos d'Exèrcit.

## Comandaments
Comandants
- tinent coronel d'infanteria José María Enciso Madolell;[9]
- tinent coronel de cavalleria Mariano Buxó Martín;[10]
- major de milícies Pascual Saura;[11]

Comissaris
- Antonio Barea Arenas, de la CNT;[12]
- Ramón Estarelles Úbeda, del PCE;[13]

## Ordre de batalla
| Data                | Cos d'Exèrcit adscrit | Brigades Mixtes integrades | Front de batalla |
| ------------------- | --------------------- | -------------------------- | ---------------- |
| Setembre de 1937    | XVIII Cos d'Exèrcit   | 94a i 224a                 | Reserva general  |
| Febrer-març de 1938 | XVIII Cos d'Exèrcit   | 94a, 224a i 225a           | Aragó            |
|                     |                       |                            |                  |
| 19 d'abril de 1938  | XVIII Cos d'Exèrcit   | 37a i 213a                 | Segre            |
| 30 d'abril de 1938  | XVIII Cos d'Exèrcit   | 38a, 93a i 213a            | Segre            |